# Château de Sémignan
Le château de Sémignan est une ancienne maison forte édifiée au début du XIVe siècle quelques kilomètres à l’ouest du bourg de Saint-Laurent-Médoc dans le département de la Gironde, en France. Malgré les mutilations dont il a fait l’objet au cours de son histoire, il reste un exemple remarquable des habitations tenues par les vassaux dans la province du Médoc.

## Histoire
Le château de Sémignan — plus précisément une maison noble ou une ferme fortifiée — domine les landes plates du Médoc. Il est implanté sur un terrain marécageux qui constituait probablement une protection naturelle. 
La partie la plus ancienne date du premier quart du XIVe siècle ; la construction est complétée ou modifiée au XVIe et XIXe siècles. 
Le château est mentionné pour la première fois le 8 mars 1322 ou 1323, dans un hommage fait par Gassion de La Marche, damoiseau, à Amanieu VII d'Albret, chevalier et seigneur de Vertheuil par son mariage avec Rose de Bourg. La seigneurie de Sémignan est acquise en 1344-1346 par Bérard Ier de Vayres, fils d'Amanieu VII et de Rose, lui aussi seigneur de Vertheuil. En 1429, la seigneurie est détenue par le seigneur de Langoiran, Bertrand de Montferrant. Elle passe en 1480 entre les mains de l’écuyer Jean de Luc. En 1517 elle relève de Gaston III de Foix, comte de Candale et captal de Buch. À l’aube de la Révolution française Delphine de Brassier, veuve de Michel-Joseph de La Roque, baron de Budos, est en co-seigneuresse. 
La raison de la construction d’un tel ouvrage à cet endroit n’est pas connue. Une hypothèse est que l’édifice aurait fait office de coffre-fort pour des lingots et minerais de fer, exploités au Moyen Âge dans le nord du Médoc.

## Description

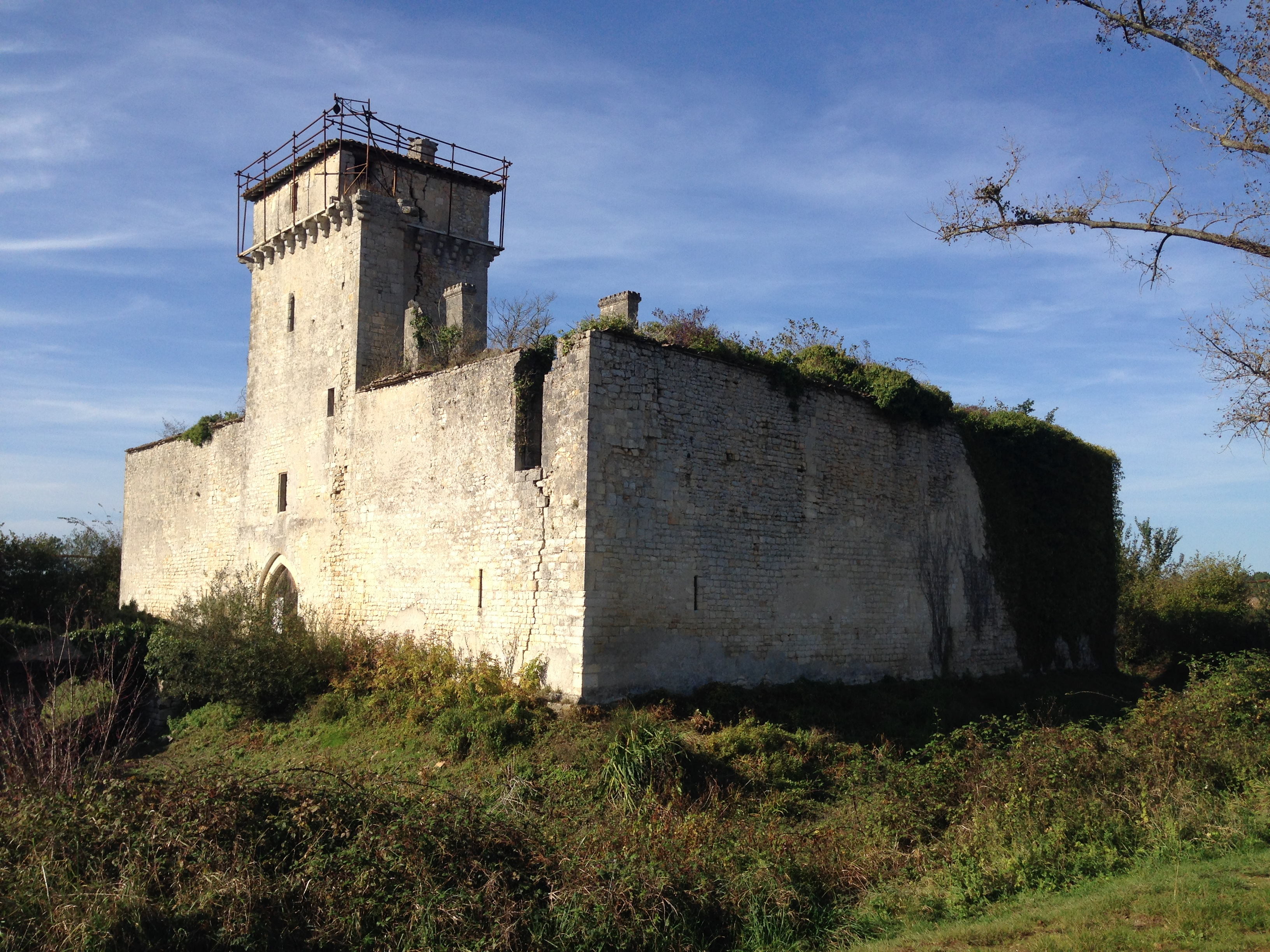
Château de Sémignan en 2014.

Le gros œuvre est en pierre de calcaire, la couverture une croupe de tuiles creuses.
Les bâtiments forment un U, enserrant une cour centrale. L’enceinte principale est entourée d’un fossé, large de douze mètres, de nos jours encore rempli d’eau et enjambé par deux ponts, l’un au sud, l’autre au nord. Devant elle, une seconde enceinte, de même forme mais plus petite, est également ceinte de fossés reliés au premier. La porte d’entrée, ogivale, ouvre sur un passage voûté en plein cintre construit au XVIe siècle.
La haute tour carrée est datée du début du premier quart du XIVe siècle. Elle est couronnée de mâchicoulis, dont seules les consoles sont conservées. En-dessous de celles-ci, à la place des créneaux, un mur plein a été bâti pour accueillir un pigeonnier. Des archères aujourd’hui obturées sont visibles sur sa façade sud. Ce donjon est orné d’une paire d’anciennes fenêtres géminées sub-trilobées, désormais aussi murées. Une canonnière est percée au centre d'une de ces baies. À l’extérieur, les coussièges (bancs placés de part et d’autre des fenêtres) sont conservés.
Enceintes, fossés et meurtrières confirment sa vocation initiale de défense militaire active.
Les autres corps de bâtiments ont été élevés ou modernisés aux XVIIIe et XIXe siècles. Un puits est creusé dans la cour.
Sur le territoire de la commune, les moulins du Bernada, de Ballogue-Garrit et de Larousse dépendaient du château de Sémignan. Ils sont aujourd’hui entièrement disparus.

## Espoir de restauration
Le château, en mauvais état et inhabité, est inscrit à l’inventaire général en 1986, sous la référence IA00024898. C’est une propriété privée.
Depuis juin 1996 La Croisade sémignanaise, une association loi 1901, s’est engagée dans la restauration du château. Elle espère en faire un lieu de rencontre alliant patrimoine et création contemporaine.